# Spinalónga

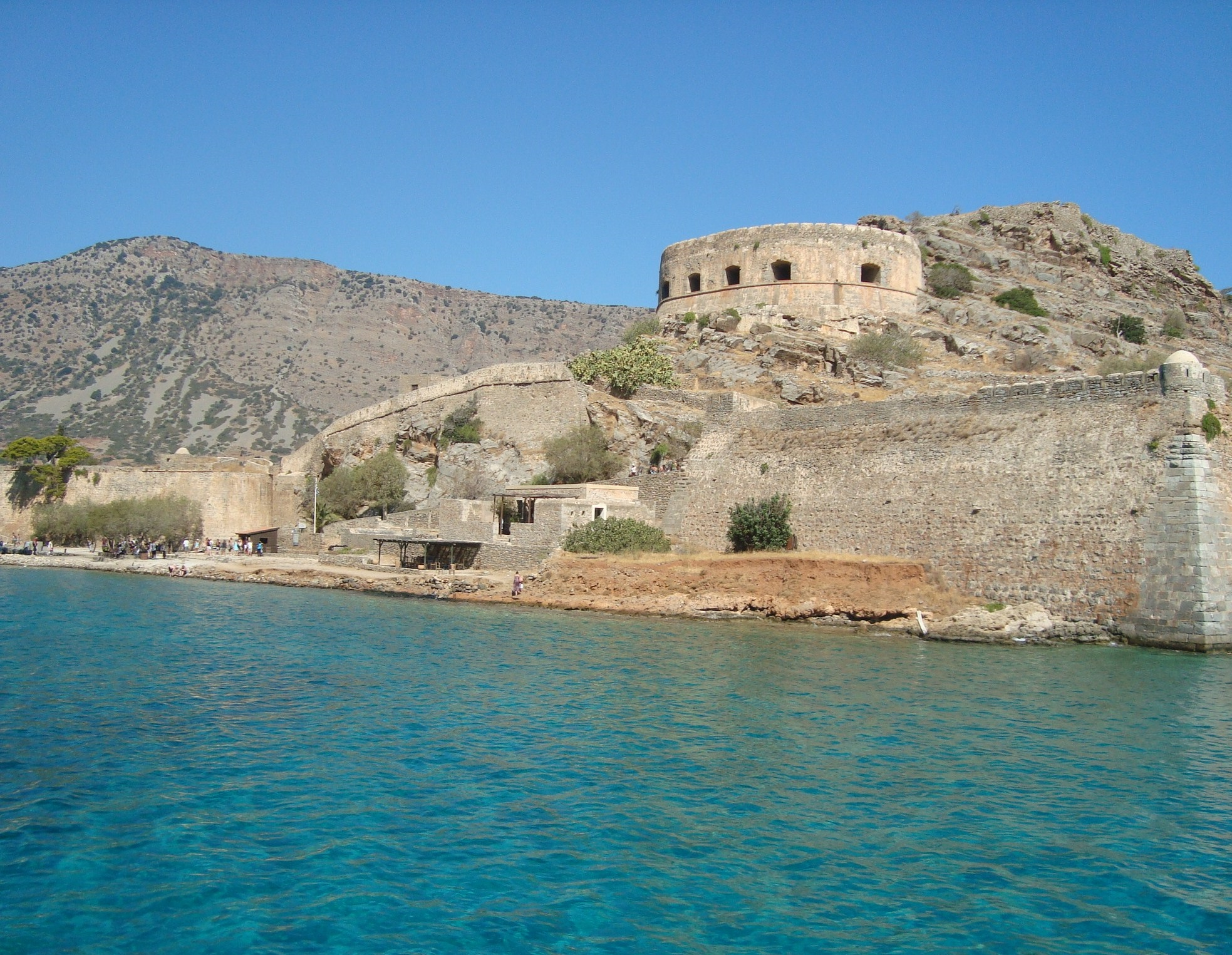
Le fort de l'île de Spinalónga.

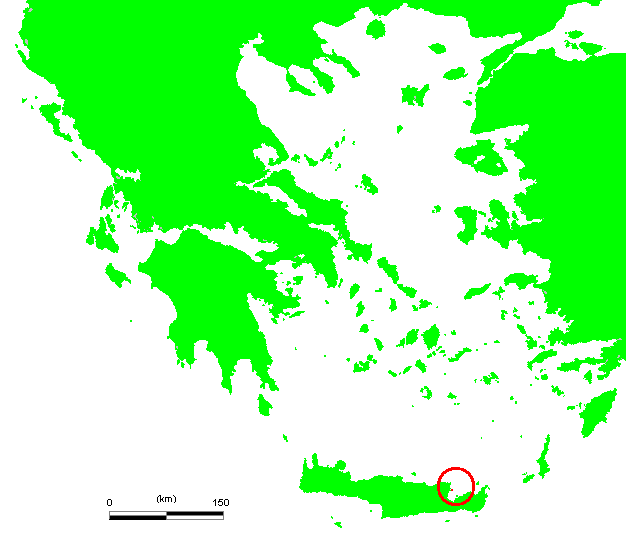
Situation de l'île (dans le cercle rouge).

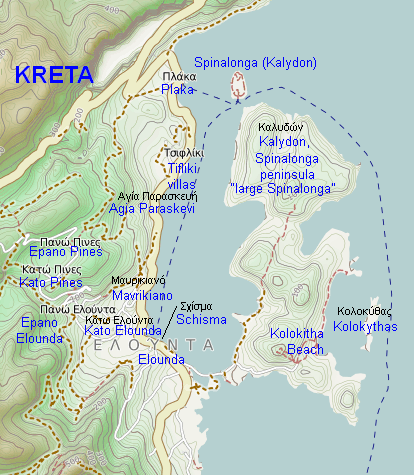
Carte détaillée de l'île (au nord), face à Pláka, et de la presque-île de Spinalónga.

Spinalónga (grec moderne : Σπιναλόγκα) est un îlot forteresse situés en Crète, à l’entrée ouest du golfe de Mirabello, face à la ville d’Eloúnda, non loin d’Ágios Nikólaos dans le district régional du Lassíthi. L'île forme, avec la presqu'île insularisée de Spinalónga et l'îlot de Kolokýtha, le petit archipel de Kalydón.
Lors du siège de l’îlot-forteresse de Spinalónga, la pointe nord de la presqu'île fut utilisée par les Ottomans, pour la bombarder.

## Étymologie
Spinalónga, en italien spina lunga « longue épine », date de la période vénitienne.

## Situation
Spinalónga est située en Crète à l’est de la ville d'Eloúnda, au-delà d’anciens marais salants et d’un étroit chenal artificiel enjambé par un pont, à l'est du village maritime de Pláka, situé à 5 km au nord d'Eloúnda, juste en face de la pointe nord de la presqu'île. Spinalónga a été rebaptisée Kalydón par un décret de 1954, nom emprunté à une ville d'Étolie disparue.
On accède à l'îlot par bateau à partir d’Ágios Nikólaos, en une à deux heures de traversée, d’Eloúnda, en 15 min et de Plaka, en 5 min. Il y a deux entrées à Spinalónga, d’une part l'entrée des lépreux, tunnel connu sous le nom de porte de Dante, et d’autre part la porte initiale située en face de Pláka, celle qui fut attaquée par les Turcs. Cette nouvelle ouverture a été nommée ainsi par les lépreux qui ne savaient rien de leur sort en débarquant dans l’îlot.

## Histoire
Une antique forteresse avait été érigée pour protéger l'antique Oloús (Eloúnda), une des villes principales de Crète entre 3 000 et 900 ans av. J.-C. Sur les ruines antiques, les Vénitiens ont construit en 1579, une puissante forteresse destinée à protéger le port d’Eloúnda. Les hauts murs et les deux bastions circulaires, sur le dessus de la colline, permettaient à l’artillerie de commander l’entrée du port d’Eloúnda.
Cette forteresse, dont il subsiste d’impressionnants vestiges, était l’une des places fortes les plus importantes et des mieux défendues de la Crète. Elle fut l’une des seules de toute la Crète, avec les forteresses de Soúda (près de La Canée) et de Gramvoússa (au nord-ouest de la Crète et de Kastelli (Kissámou)), à ne pas tomber aux mains des Turcs, quand ceux-ci conquirent la Crète en 1669, après le siège de Candie.
Tout au long du XVIIe siècle, la forteresse est restée dans des mains vénitiennes et était un refuge pour les chrétiens se sauvant des Turcs. Après avoir résisté près d’un demi-siècle à la suprématie turque, et après un ultime siège de trois mois, les Vénitiens, durent finalement céder la place forte aux Turcs en 1715. Les Turcs s’y installèrent donc jusqu’au début du XXe siècle quand, à leur tour, ils furent chassés de Crète. 

### Le siège de 1715

#### La reddition de Spinalonga aux Turcs, le 4 octobre 1715
En juin 1715 les Turcs, assiégèrent la forteresse de Spinalonga. Après un blocus de trois mois pendant lequel tout l'approvisionnement alimentaire fut épuisé, le commandant vénitien Zuan Francesco Giustiniani remit la forteresse au Capitan pacha (Grand Amiral ottoman).
En vertu du traité de la reddition, tous les habitants de l'île, étrangers ou Grecs, étaient libres soit de quitter l'île avec leurs affaires, soit d’y demeurer comme sujets du sultan. Des garanties ont été également données concernant le retrait sans encombre de la garde vénitienne, et le droit, en outre, de tous les chrétiens restant dans la forteresse de maintenir une église orthodoxe « afin d'adorer leur foi ».
L'île a été remise au sultan une fois pour toutes aux termes du traité de Passarowitz en 1718.

#### Le siège
Les assiégés de l'île de Spinalonga avaient en face d'eux des forces turques largement supérieures :
- Une force navale d'environ dix bateaux gardant l'entrée du golfe de Mirabello et canonnant l'île.
- À la pointe nord de la presqu'île de Kolokýtha, au sud de l'îlot à environ 150 mètres, les Turcs, débarquèrent 5 canons de 50 livres, 2 canons de 30 livres, 2 mortiers, et 2 000 soldats.
- À partir de Pláka et sur la côte, au nord de l'îlot (1 000 à 2 000 mètres) les Turcs, installèrent 5 canons de 50 livres et 4 000 soldats.
- Il y eut une attaque turque contre l'entrée de l'îlot forteresse qui échoua. Le nombre de victimes fut très lourd chez les Ottomans[2].

#### Le destin des réfugiés
Le traité de la reddition a été observé en ce qui concerne le retrait des Vénitiens, mais les habitants de l'île, qui étaient des réfugiés de Crète, sous domination ottomane, ont été emprisonnés, puis vendus sur le marché, florissant, des esclaves.
Grâce à la traduction du turcologue N. Stavrinídis, des documents provenant des archives turques d'Héraklion racontent le destin des prisonniers : 120 hommes « se sont adaptés pour ramer » et ont été envoyés à la station navale impériale, alors que 230 hommes, « incapables de ramer », et les 240 femmes et enfants furent vendus comme esclaves.

## L'île des lépreux (1904-1957)
Spinalónga a servi de lieu d'enfermement des lépreux de 1904 à 1957. Auparavant, ceux-ci vivaient dans des meskiniès ou leprochória, des quartiers misérables, en dehors des villes crétoises. Le 9 juillet 1901, le parlement crétois adopte la loi 375 qui prévoit l'arrestation de tous les lépreux de Crète et leur déportation vers Spinalónga. L'île était alors encore habitée par près de 1 200 habitants turco-crétois. Ils sont forcés de quitter les lieux,. « Aux avantages pécuniaires d’un lieu qui ne nécessitait aucun aménagement – les lépreux occuperaient les habitations des anciens propriétaires –, s’ajoute un choix politique. Même si le fort ne présente plus aucun intérêt militaire, le gouvernement crétois ne voit pas d’un bon œil cette concentration ottomane dans Spinalónga. Jouant sur le sentiment nationaliste, il va, par sa décision, réussir une double opération : expulser ces intrus pour le plus grand profit de la population régionale et loger à bon compte les lépreux des meskiniès. »
L'enfermement des lépreux est vu essentiellement comme une mesure sanitaire pour protéger les gens sains. Il n'y a en effet aucun traitement disponible au début du XXe siècle et le mode de transmission est encore inconnu. La maladie était considérée à tort comme très contagieuse et les lépreux comme des victimes d'une malédiction, qu'il fallait cacher. Pendant plus de cinquante ans, il y a eu à Spinalónga de 300 à 500 personnes enfermées, privées de citoyenneté et rayées des registres de naissance. Parmi les lépreux, vivaient également des épouses non-atteintes, qui avaient suivi leur mari, une trentaine d'enfants nés de ces unions, dont la plupart n'ont pas été atteints par la lèpre. Lors de l'évacuation de l'île dans les années cinquante, il s'est avéré que plusieurs prétendus lépreux, n'étaient pas atteints de la lèpre, mais notamment de maladies de peau. 
L'île a servi de lieu d'enfermement des lépreux, mais on ne peut parler de léproserie, car ils ne bénéficiaient d'aucun soin digne de ce nom. La situation sanitaire y était dramatique. Dans un courrier adressé au ministère de la Santé en 1926, le nomarque (maire) de l'époque, K. Anagnostákis décrit les taudis et la misère dans lesquels vivent quelque 250 individus. « Les citernes sont extrêmement sales et non seulement impropres à fournir un liquide potable, mais même l'eau nécessaire à la lessive des vêtements. »
Contre cet abandon, les habitants de Spinalónga s'organisent. Ils recréent une vie de village, avec école, épicerie, boulangerie, cafés, barbier, etc.  Ils exigent de l'administration des aménagements sanitaires et des soins médicaux. Mais ils reçoivent davantage de l'aide de fondations privées que de l'administration grecque. Au sein de cette communauté de laissés pour compte, Epaminondas Remoundakis, un des rares éduqués, se démène pour que les déportés prennent eux-mêmes leur sort en mains. Il met sur pied la « Fraternité des malades de Spinalónga ». « Il faudra des grèves de la faim, des pétitions, des visites de médecins étrangers, des scandales pour que les autorités grecques se préoccupent des lépreux. Il faut dire que la Deuxième Guerre mondiale puis la guerre civile ruinent le pays qui affronte d’autres difficultés. »
Contrairement aux instructions de l'administration grecque, les lépreux de Spinalónga ont toujours maintenu des contacts avec les habitants de la région. Bénéficiaires d'une rente, les lépreux achetaient, souvent à prix excessifs, les denrées alimentaires des paysans de la région. Et l'existence de cette rente a incité de nombreux habitants de la région à demander aux lépreux de devenir le parrain de leur enfant, ce que les lépreux acceptaient volontiers, tant était grand leur désir de maintenir des liens avec le reste du monde.
En avril 1957, l'île cesse de fonctionner comme léproserie nationale et les malades sont petit à petit transférés vers l'institution d'Agía Varvára près d'Athènes. Le dernier habitant de Spinalónga, un prêtre, y aurait vécu jusqu’en 1962.  
Bien que guéris, une bonne partie des habitants de Spinalónga ne peuvent rentrer dans le village, où ils sont rejetés par leur famille et toujours considérés comme lépreux. Ils reconstituent alors une communauté à Agia Varvara.

## L'île aujourd'hui
Le départ des lépreux a laissé l'île à l'abandon et a privé les habitants de la région d'une importante source de revenus. Le projet d'y installer un hôpital psychiatrique est abandonné en 1962 car la construction de bâtiments est jugée trop coûteuse.
Spinalónga devient propriété de l'Office du tourisme, qui y prévoit la construction de cinq hôtels. Mais la venue du régime des colonels en Grèce met fin à ce projet et l'île est laissée à l'abandon. Dans les années 1970, il est question d'en faire une base navale militaire. C'est alors que le ministère de la Culture y appose son veto, tenant à y préserver les ruines de la forteresse vénitienne et des habitations turques.   
En 1976, l'île est déclarée site archéologique et les bâtiments du XXe siècle sont petit à petit détruits.     
Au XXIe siècle, l’île est inhabitée mais elle est devenue un site touristique principal de la région, notamment grâce au roman de Victoria Hislop et à la série télévisée qui en a été tirée. « Un monstrueux mouvement de récupération touristique se met en place. Avec lui, la mémoire de la léproserie, d’abord niée comme un épisode honteux, retrouve bientôt un intérêt économique ».

## Dans la culture

### En littérature
- L'Île des oubliés, roman de Victoria Hislop, 2005. 
  - L'Île des oubliés, adaptation en bande dessinée de Fred Vervisch et Roger Seiter, 2021.

### Sur les écrans
- L'Île du silence (Το νησί της σιωπής), film de Líla Kourkoulákou, 1958.
- Dernières Paroles (Letzte Worte), film de Werner Herzog, 1968.
- L'Ordre, film de Jean-Daniel Pollet, 1973.
- L'Île (Το Νησί), série télévisée de Mirélla Papaïkonómou (el), scénariste, 2010.